# Zenta Mauriņa
Zenta Mauriņa, född den 15 december 1897 i Lejasciems, Lettland, död den 25 april 1978, var en svensklettisk författare, essäist och forskare i filologi.

## Biografi
Mauriņas far var lettisk läkare, modern tysk pianist. Hon var svårt polioskadad sedan barndomen och blev rullstolsbunden för resten av sitt liv. Efter studier vid ryska flickgymnasiet i Liepaja (1913–1915) studerade hon filosofi vid Lettlands universitet i Riga (1921–1923). Därefter studerade hon filologi i baltiska språk (1923–1927).
Hon undervisade sedan på den lettiska lärarinstitutet och vid Lettlands universitet i Riga och i Murmuiza, och uppnådde sin doktorsexamen i språkvetenskap 1938, på en avhandling om verk av den lettiska poeten och filosofen Fricis Barda. Hon flydde med sin man, författaren Konstantin Raudive, till Tyskland 1944. Efter en lång lägervistelse i ett krigshärjat Tyskland – som displaced person – fick de till sist tillstånd att immigrera till Sverige dit de anlände 1946, först i karantän i Landskrona, därefter till Stockholm. Hon kom senare att bosätta sig i Uppsala. Mauriņa blev svensk medborgare 1955. I Västtyskland var hon en uppskattad författare som gav sig ut på månadslånga uppläsningsturnéer. Sina sista år 1969–1978 var hon bosatt i Bad Krozingen i Västtyskland.
Zenta Maurinas verk består mycket av filosofisk essäistik och monografier. Här utmärker sig med självbiografin i tre delar, Den långa resan, Det sköna vågspelet och Krossade riglar (1954–1959). Dagböckerna Exilens tragik, Befrielsens år och Abenteuer des Menschseins (ej översatt) utgavs 1966–1968. I Exilens tragik heter det: ”Vår tid – ett odjur med tre gap: Auschwitz, Hiroshima, Vorkuta”. Hennes mest kända bok torde dock vara Dostojevskij (1951). Hon fick uppskattande recensioner av bland andra Johannes Edfeldt, Alf Ahlberg, Barbro Alving och Sven Stolpe. Den senare menade att ”Det är en heder för vårt land att hysa henne här”.
"Mauriņa har på lettiska och (främst på senare år) tyska skrivit litterär och filosofisk essäistik och monografier i heroisk och idealiserande anda. Upprörande och gripande som tidsdokument och personliga vittnesbörd är hennes minnesböcker från barndom, krig och ockupation i hemlandet och från de första åren som flykting i Sverige." (Litteraturhandboken, 1983)

## Böcker på svenska
- Dostojevskij (översättning Knut Stubbendorff, Bonnier, 1951) (Dostojewskij, Menschengestalter und Gottsucher)
- Den långa resan (översättning Elsie och Håkan Tollet, Norstedts, 1954) (Die weite Fahrt)
- Det sköna vågspelet (översättning Aida Törnell, Norstedt, 1957) (Denn das Wagnis ist schön)
- Krossade riglar (översättning Aida Törnell, Norstedt, 1959) (Der eisernen Riegel zerbrechen)
- Om kärleken och döden: essayer (översättning Alf Ahlberg, Norstedt, 1961) (Über Liebe und Tod)
- Sju gäster (översättning Helga Backhoff-Malmquist, Norstedt, 1964) (Sieben Gäste)
- Exilens tragik: svenska dagböcker (översättning Helga Backhoff Malmquist, Norstedt, 1966) (Nord- und südliches Gelände : schwedische Tagebücher)
- Befrielsens år: svenska dagböcker 1951–1958 (översättning Brita Edfelt, Norstedt, 1968) (Jahre der Befreiung: schwedische Tagebücher 1951–1958)